# Drive Home
Drive Home è il primo EP del cantautore britannico Steven Wilson, pubblicato il 21 ottobre 2013 dalla Kscope.

## Descrizione
Contiene il brano omonimo originariamente pubblicato nel terzo album The Raven That Refused to Sing (And Other Stories), una versione alternativa di The Raven That Refused to Sing e una selezione di quattro brani eseguiti dal vivo a Francoforte, oltre all'inedito The Birthday Party.

## Tracce

### Edizione fisica
DVD/BD
- Video Content

1. Drive Home (Video) – 8:22
2. The Raven That Refused to Sing (Video) – 7:48
3. The Holy Drinker (Live in Frankfurt) – 10:22
4. Insurgentes (Live in Frankfurt) – 4:27
5. The Watchmaker (Live in Frankfurt) – 11:50
6. The Raven That Refused to Sing (Live in Frankfurt) – 8:09

- Audio Content

1. The Birthday Party – 3:51
2. The Raven That Refused to Sing (Orchestral Version) – 7:29

CD
1. Drive Home (Edit) – 4:10
2. The Birthday Party – 3:49
3. The Raven That Refused to Sing (Orchestral Version) – 7:31
4. The Holy Drinker (Live in Frankfurt) – 10:27
5. Insurgentes (Live in Frankfurt) – 4:32
6. The Watchmaker (Live in Frankfurt) – 11:54
7. The Raven That Refused to Sing (Live in Frankfurt) – 8:17

### Edizione digitale
1. Drive Home (Edit) – 4:08
2. The Birthday Party – 3:46
3. The Raven That Refused to Sing (Orchestral Version) – 7:29
4. Drive Home (Video) – 7:23
5. The Raven That Refused to Sing (Video) – 7:43